# Tamura Naomi A.K.A. Sho-ta Sho-ta A.K.A. Tamura Naomi
『Tamura Naomi A.K.A. Sho-ta Sho-ta A.K.A. Tamura Naomi』（たむらなおみ・エーケーエー・ショータ　ショータ・エーケーエー・たむらなおみ）は、日本の女性ロック歌手・田村直美のベスト・アルバムおよび映像作品集である。2007年1月21日発売。

## 概要
「PEARL」から当時の最新作までを網羅した歌手活動20周年記念メガベスト盤。ミュージック・ビデオ集ではライブの振り返りやレコーディングドキュメントも収録している。

## 収録曲
★…PEARLの楽曲

### CD

#### DISC1
1. Love Songを★
作詞・作曲：田村直美
2. ONE STEP★
作詞・作曲：田村直美
3. COOL DOWN★
作詞・作曲：田村直美
4. Bluesをやらないか★
作詞・作曲：田村直美
5. センチュリートイズ★
作詞・作曲：田村直美
6. NO ONE SEEDS NO ONE HEARTS NO ONE SPEAKS★
作詞・作曲：田村直美
7. 自由の橋
作詞：田村直美　作曲：田村直美、石川寛門
8. 永遠の一秒
作詞：田村直美　作曲：田村直美、石川寛門
9. ゆずれない願い
作詞：田村直美　作曲：田村直美、石川寛門
10. STAIRWAY
作詞：田村直美　作曲：田村直美、石川寛門
11. 千の祈り
作詞：田村直美　作曲：田村直美、石川寛門
12. 光と影を抱きしめたまま
作詞：田村直美　作曲：田村直美、石川寛門
13. Us 〜空と大地の間で〜
作詞：田村直美　作曲：田村直美、石川寛門
14. WILD SENSATION
作詞：田村直美　作曲：田村直美、Joey Carbone
15. Thanks a million
作詞：田村直美　作曲：田村直美、石川寛門

#### DISC2
1. All You Need Is Love
作詞：田村直美　作曲：田村直美、Joey Carbone
2. 有名人 ～Take care boys,watch out girls～★
作詞：田村直美　作曲：田村直美、北島健二、Joey Carbone
3. 虚ろなリアル 〜Lay your hands on me, baby〜★
作詞：田村直美　作曲：田村直美、Joey Carbone
4. ジェラシーに気をつけろ★
作詞：田村直美　作曲：田村直美、Joey Carbone
5. CUT OF LOVE
作詞：田村直美　作曲：田村直美、石川寛門
6. 春夏秋冬
作詞：田村直美　作曲：田村直美、石川寛門
7. Realize
作詞・作曲：田村直美　編曲：川本盛文
8. 揺らぐことない愛
作詞：田村直美　作曲：田村直美・川本盛文　編曲：川本盛文
9. HEAVEN'S HERE
10. Twister
11. The piece of piece
12. Everybody run on a bumpy road
13. Love has changed my life
14. I'M A LIER
15. キセキ

### DVD

#### DISC 1
1. ONE STEP★
2. GOLD RUSH★
3. 誓書 -バイブル-★
4. Big Apple★
5. NO ONE SEEDS NO ONE HEARTS NO ONE SPEAKS★
6. STILL SPECIAL
7. 自由の橋
8. ゆずれない願い
9. アメリカ合衆国でのアルバム『N'』レコーディング（1995/2/26～3/15）
10. Us 〜空と大地の間で〜
11. すべての未来に光あれ
12. Touch me
13. BLOOD, SWEAT & GUTS
14. Celebration 〜しあわせいつも降り続きますように〜
15. what going on
16. The love you save
17. Thanks a Million

#### DISC 2
1. Everybody Tears 〜全ての矛盾を愛せ〜★
作詞：田村直美　作曲：田村直美、北島健二、Joey Carbone
2. Oh,現代のBlues 〜All believers〜★
3. 虚ろなリアル 〜Lay your hands on me, baby〜★
4. WILD SENSATION
5. SWEET 7DAYS
作詞：田村直美　作曲：田村直美、石川寛門
6. DUSTY ROAD
7. NEW STYLE
8. No baby no cry
作詞：田村直美　作曲：田村直美・林部直樹・tatsuaki@moritoki.com　編曲：tatsuaki@moritoki.com
9. Realize
10. LIVE A GO GO! 002のダイジェスト（2002/12/4 名古屋・Electric Lady Land）
11. SILVER SPOON
12. 揺らぐことない愛
13. ONE STEP
14. 2005/3/27　東京・亀戸サンストリートのライブダイジェスト
15. 2005/11/21 名古屋・ヤマギワソフトナディアパークのライブダイジェスト
16. FEEL SO DOWN
17. 2006年7月「I'M A LIER」レコーディング
18. キセキ